# Apocalypsis
Apocalypsis is een monotypisch geslacht van vlinders uit de familie pijlstaarten (Sphingidae).

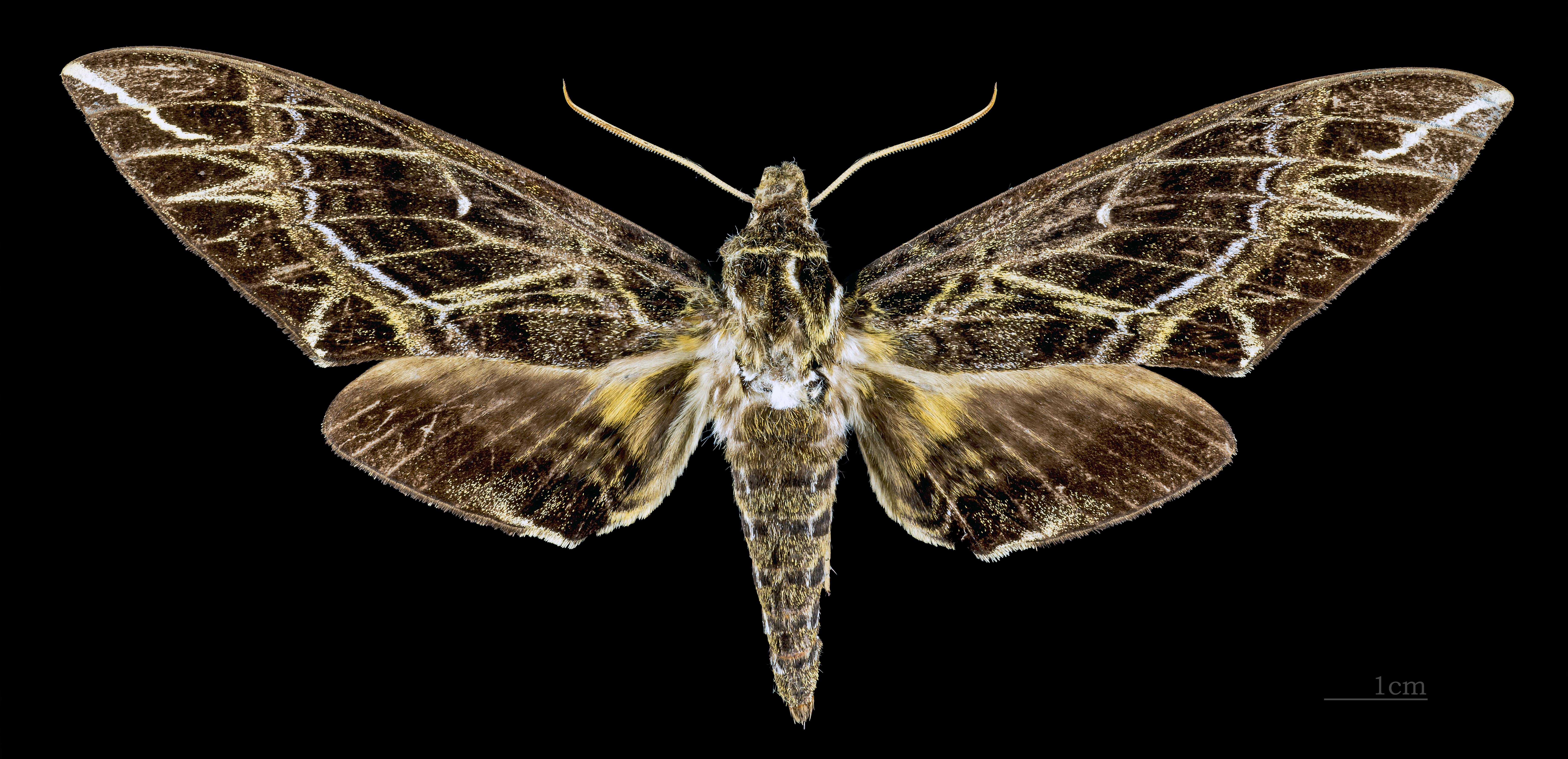
♀
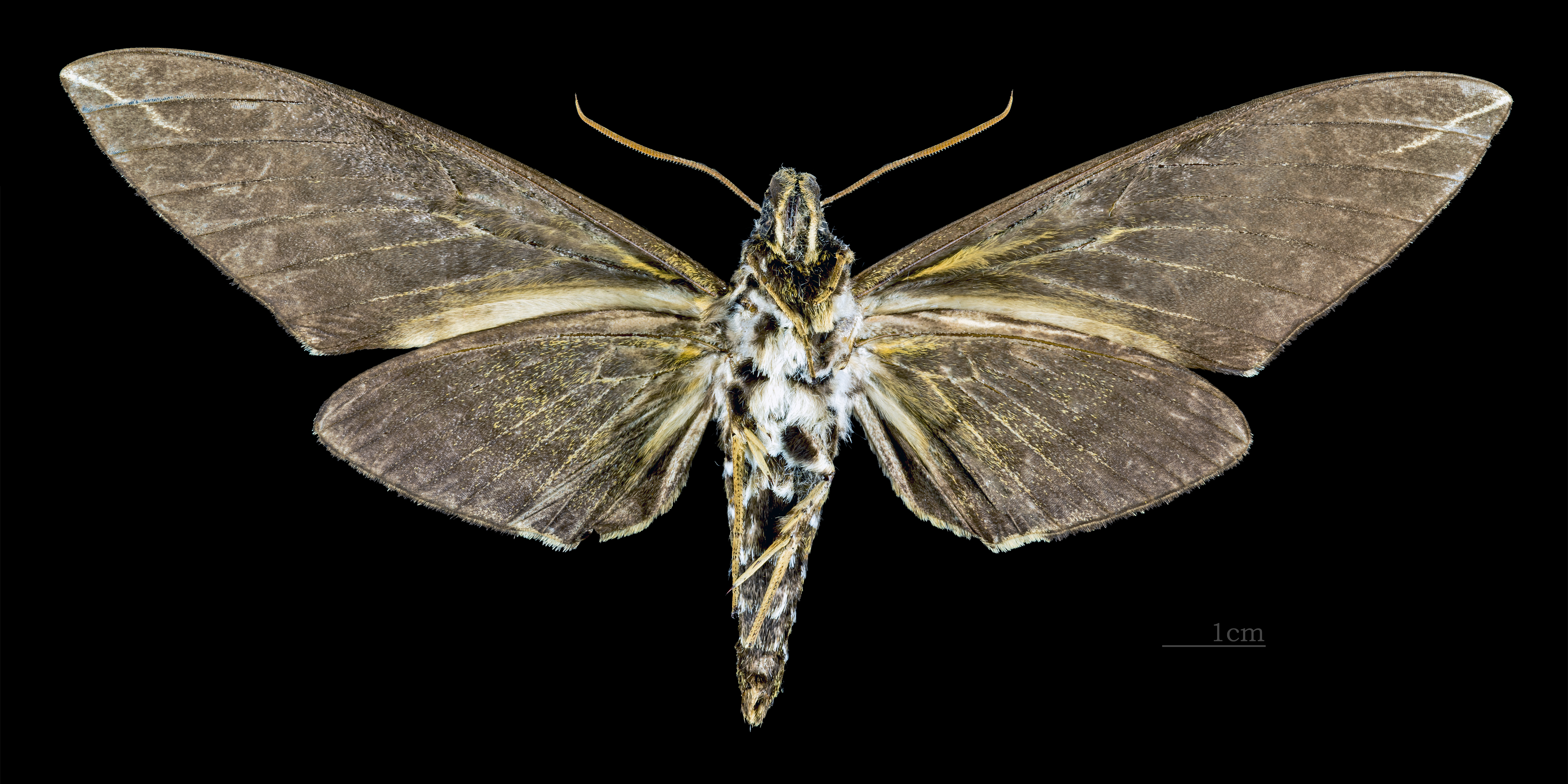
♀ △

## Soorten
- Apocalypsis velox (Butler, 1876)